# Гетьман, Василий Прокофьевич
Василий Прокофьевич Гетьман (15 января 1924 — 3 октября 2013) — передовик советской угольной промышленности, бригадир электромонтажников Краснолучского шахтомонтажного управления треста «Ворошиловградтяжстроймонтаж» Министерства строительства предприятий тяжёлой индустрии Украинской ССР, Ворошиловградская область, Герой Социалистического Труда (1971).

## Биография
Родился 15 января 1924 года в селе Андреевка, ныне Кегичёвского района Харьковской области в украинской крестьянской семье. Завершил обучение в 1940 году в школе фабрично-заводского ученичества в городе Красный Луч Ворошиловградской области и стал трудиться крепильщиком на шахте № 17/17-бис, позже окончил обучение на курсах горных электромехаников.
В 1943 году был призван в ряды Красной Армии. Участник Великой Отечественной войны. Службу проходил в пулемётном расчёте. За время войны имел ранение. Уволен с военной службы в 1946 году.
Возвратившись обратно в город Красный Луч, стал работать электромонтажником Краснолучского шахтомонтажного управления, принимал участие в восстановлении шахт Донбасса. С 1953 года стал возглавлять бригаду, которая строила и реконструировала многие шахты бассейна. За успехи, достигнутые в деле развития угольной промышленности в годы пятой пятилетки (1951—1955) и в 1956 году, награждён орденом Трудового Красного Знамени, а по итогам семилетнего плана (1959—1965) — вторым орденом Трудового Красного Знамени.
Указом Президиума Верховного Совета СССР от 5 апреля 1971 года за выдающиеся успехи в выполнении заданий пятилетнего плана по строительству и вводу в действие производственных мощностей, жилых домов и объектов культурно-бытового назначения Василию Прокофьевичу Гетьману присвоено звание Героя Социалистического Труда с вручением ордена Ленина и золотой медали «Серп и Молот».
Продолжал работать на строительстве и реконструкции шахт Донецкого бассейна. Позже был переведён подземным электрослесарем в шахтостроительное управление № 1, где и трудился до выхода на заслуженный отдых.
Проживал в городе Красный Луч Луганской области. Умер 3 октября 2013 года.

## Награды
За трудовые и боевые успехи удостоен:
- золотая звезда «Серп и Молот» (05.04.1971)
- орден Ленина (05.04.1971)
- Орден Отечественной войны II степени (11.03.1985)
- два ордена Трудового Красного Знамени (26.04.1957, 11.08.1966)
- другие медали.
- Залуженный строитель Украинской ССР (1958)
- Почётный гражданин города Красный Луч (29.08.2000).